# Isla de los Micos
Die Isla de los Micos (deutsch: „Affeninsel“) oder Isla Arara ist eine Flussinsel im kolumbianischen Teil des Amazonas auf dem Gebiet der Gemeinde Leticia im Departamento de Amazonas. Sie ist wegen der frei laufenden Affen ein beliebtes Touristenziel.
Von der Stadt Leticia liegt die Insel rund 20 Kilometer flussaufwärts, etwa auf der Höhe des kleinen Ortes „Santa Sofia“. Die Insel hat eine Größe von rund 450 Hektar. Der Amerikaner Mike Tsalikys hat dort in den 1960er Jahren eine Station zur Aufzucht von Affen und anderen Lebewesen errichtet.
Das Unternehmen von Mike Tsalikys musste in den 1990er Jahren den Betrieb einstellen. Seitdem hat sich die Insel zu einer Touristenattraktion entwickelt. Von Leticia werden Schiffsausflüge mit einer Fahrtzeit von rund einer Stunde angeboten. Heute leben mehrere tausend Affen auf der Insel, es handelt sich überwiegend um Totenkopfaffen. Am Nordende der Insel gibt es eine Besucherstation mit Anlegemöglichkeit. Die dortigen Betreuer haben die Tiere an Besuchergruppen gewöhnt. Die Affen werden durch Pfeifgeräusche und mittels Bananen angelockt. Die Tiere springen dann zwischen den Besuchern von Kopf zu Kopf, klettern an ihnen hoch oder hocken beispielsweise fotogerecht auf den Schultern der Touristen.